# Stjepan Šešelj
Stjepan Šešelj (Podgradina, pored Opuzena, 16. lipnja 1947.)  suvremeni je hrvatski književnik, piše pjesme, drame (za radio, kazalište i televiziju) i prozne tekstove (književne i likovne prikaze, osvrte na hrvatske kulturne, društvene i političke događaje i pojave). 

## Životopis
Rođen je 16. lipnja 1947. u Podgradini, pored Opuzena. Školu je pohađao u Podgradini, Opuzenu i Pločama, a pravo je diplomirao na Pravnom fakultetu Sveučilišta u Zagrebu. Dugi niz godina radio je kao tajnik Akademije likovnih umjetnosti. 
Redoviti član Hrvatske akademije znanosti i umjetnosti  - Razreda za matematičke, fizičke i kemijske znanosti postaje 24. srpnja 1991. godine.
Urednik je u Galeriji Stećak Klek (Liber), Sekciji DHK za proučavanje književnosti u hrvatskom iseljeništvu (Prinosi za povijest književnosti u Hrvata, Korabljica), HKZ-Hrvatskom slovu (Knjižnice Hrvatsko slovo, Oratio pro Croatia, Djela hrvatskih književnika) i tjedniku za kulturu Hrvatsko slovo, zbog čega je 2005. postao i optuženik haaškoga Međunarodnog kaznenoga suda. Ravnatelj je Hrvatskoga slova od 1995.  i Hrvatske kulturne zaklade od 1997. Jedan je od osnivača, te dopredsjednik Hrvatskoga kulturnog vijeća.
Do sada su mu objavljene knjige pjesama: Škrapa, NZ Matice hrvatske i NS Grada Zagreba, Zagreb, 1970., za koju je dobio nagradu "A. B. Šimić", Očina, CDD, Zagreb, 1977., Amerika Croatan America, pjesničko-grafička mapa i knjiga, sa slikarom Antonom Cétinom, Zagreb-Toronto, 1988., Dulo, NZ Matice hrvatske, Zagreb, 1991., Škrapa Očina Dulo, NZ Matice hrvatske, Zagreb, 1997., Hrvatska jest, sabrani tekstovi o hrvatskim kulturnim, društvenim i političkim događajima i pojavama, Knjižnica Hrvatsko slovo, Zagreb, 1997., Nepoćudne komedije (Suseda prek puta, Gost s Harvarda, Upis), radiokomedije, Zagreb, 2005., S juga glasnik, zbirka pjesama, Mala knjižnica Društva hrvatskih književnika, Zagreb 2006. Zastupljen je u više antologija hrvatskoga pjesništva, drame i putopisa, te u leksikonima i pregledima povijesti hrvatske književnosti. 
Neka djela mu je na njemački preveo Jozo Mršić.

## Nagrade i priznanja
Godine 1996. odlikovan je Redom Danice hrvatske s likom Marka Marulića, a godine 2003. dobio je nagradu Grada Opuzena za životno djelo.

## Vanjske poveznice
- HKV Članovi - Stjepan Šešelj